# Малый Чёлас
Малый Чёлас — река в России, протекает по Лешуконскому району Архангельской области. Левая составляющая Большого Чёласа.
Сливаясь с Пайтой образует Большой Чёлас. Длина реки составляет 43 км.
Генеральное направление течения — север. Высота истока — более 98,8 м над уровнем моря.

## Данные водного реестра
По данным государственного водного реестра России относится к Двинско-Печорскому бассейновому округу, водохозяйственный участок реки — Мезень от истока до водомерного поста у деревни Малонисогорская. Речной бассейн реки — Мезень.
Код объекта в государственном водном реестре — 03030000112103000048631.